# Hedychium intermedium
Hedychium intermedium är en enhjärtbladig växtart som beskrevs av Carl Ludwig von Blume. Hedychium intermedium ingår i släktet Hedychium och familjen Zingiberaceae. Inga underarter finns listade i Catalogue of Life.